# Mike Hailwood

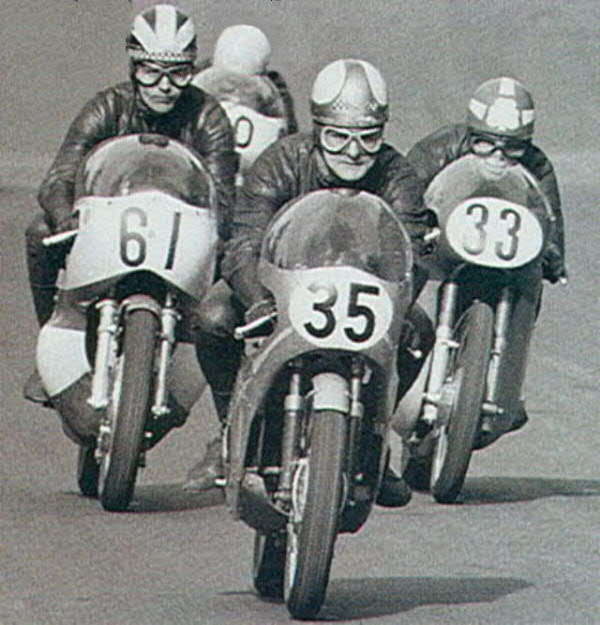
Hailwood (número 35) en Cadwell Park en 1960.

Stanley Michael Bailey Hailwood (Great Milton, Oxfordshire, Inglaterra, Reino Unido, 2 de abril de 1940-Warwickshire, Birmingham, 23 de marzo de 1981) fue un piloto de motociclismo y automovilismo británico. En su carrera en el Campeonato Mundial de Motociclismo obtuvo 76 victorias, 112 podios y 9 títulos, incluyendo 37 victorias, 48 podios y 4 títulos en 500cc, además de 2 victorias en 350cc y 3 en 250cc, más 14 victorias en total en el TT Isla de Man. Se le apodaba Mike "The Bike" ("Mike la Moto") por su habilidad natural para pilotar motos.
Hailwood era hijo de un vendedor de coches de Oxford millonario. Se educó en el Pangbourne College, pero pronto lo dejó para trabajar durante un breve período en el negocio familiar antes de que su padre lo mandara a trabajar a la fábrica de motocicletas Triumph. Corrió su primera carrera el 22 de abril de 1957, en Oulton Park. Se casó con Pauline Barbara Nash el 11 de junio de 1975 y tuvieron un hijo y una hija.

## Carrera
Hailwood ganó nueve campeonatos del mundo de motociclismo de velocidad entre los años 1961 y 1967. También ganó 76 Grandes Premios, y en 14 ocasiones el TT de la Isla de Man. Sus 4 primeros campeonatos los ganó conduciendo una MV Agusta. En 1966 fichó por Honda. Honda tenía el motor más potente de todo el mundial en aquella época, pero también era conocida la dificultad que entrañaba pilotarlas, a causa de la fragilidad de su chasis. La gran capacidad de Hailwood para el pilotaje superó las desventajas y le permitió seguir coleccionando títulos mundiales hasta 1967. Honda dejó de competir al máximo nivel en 1968, pero mantuvieron a Hailwood en nómina para estar seguros en caso de retornar. Hailwood nunca volvió a correr una temporada completa en el mundial de velocidad.
Participó en 50 Grandes Premios de Fórmula 1, en la que debutó el 20 de julio de 1963. Consiguió dos pódiums, y sumó un total de 29 puntos en el campeonato del mundo. En la F1 se le conoce más por haber salvado la vida del piloto Clay Regazzoni que por sus victorias. En 1973 durante el GP de Sudáfrica, Hailwood detuvo su monoplaza para rescatar a Regazzoni de su coche en llamas tras un accidente, acto por el que se le concedió la George Medal ese mismo año (junto a David Purley por un gesto similar, aunque inútil, al tratar de rescatar a Roger Williamson). Abandonó la F1 tras resultar herido en el Gran Premio de Alemania disputado en el circuito de Nürburgring.
En 1978, tras un paréntesis de 11 años, hizo una reaparición legendaria en las carreras de motos con 38 años. Corrió el TT de la Isla de Man, no siendo sólo competitivo, sino que acabó ganando en la categoría Fórmula TT a los mandos de una Ducati 900SS, una carrera cuya victoria le valió un título mundial TT derrotando al favorito Phil Read que corría con una Honda. El año siguiente volvió a correr la Fórmula TT repitiendo con Ducati, con menos fortuna que la anterior al desprendérsele la batería, a pesar de todo quedó quinto, sin embargo venció otra carrera en esta ocasión a los mandos de una Suzuki, y ganó en la categoría 500cc Sénior TT. Era su decimocuarta y última victoria en la Isla de Man
Ganó el Segrave Trophy en 1979.

## Muerte y legado
Se vio involucrado en un accidente automovilístico el 21 de marzo de 1981 y murió dos días después a consecuencia de las heridas sufridas. Michelle, su hija, también murió en el acto, pero su hijo David logró sobrevivir. Padre e hija descansan juntos en el cementerio de la Iglesia de Santa María Magdalena en Tanworth-in-Arden (Nota: no confunda este pueblo con Tamworth, que está cerca), Stratford-on-Avon, Warwickshire.
En marzo se disputa un memorial dedicado a Hailwood, el "Mike Hailwood Memorial Run". El punto de partida es la antigua fábrica de motos Norton en Aston, Birmingham. La comitiva va hasta Portway, lugar del fatal accidente y luego se dirige a Tanworth-in-Arden donde está enterrado Mike Hailwood.

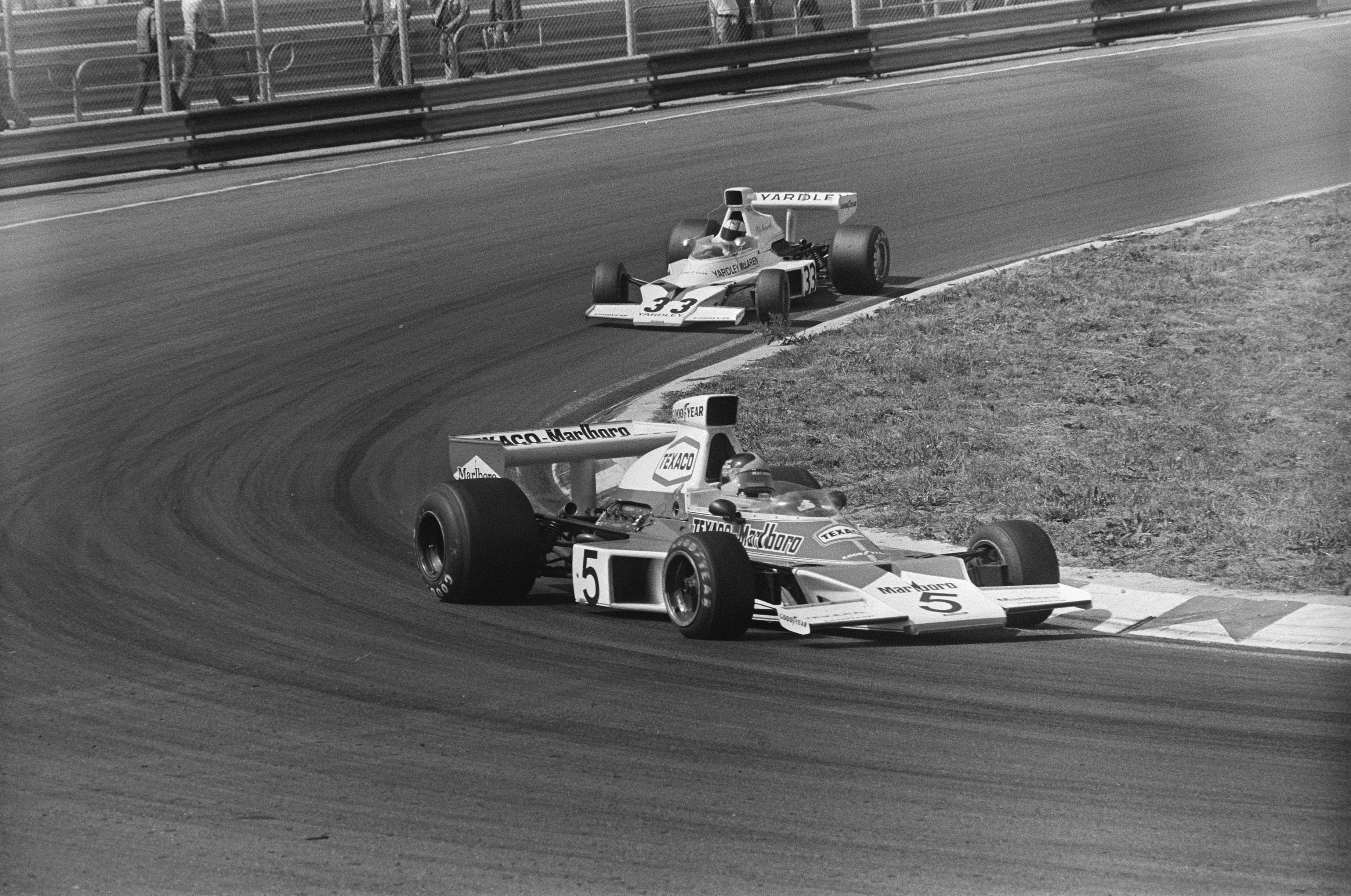
Hailwood (detrás de Emerson Fittipaldi) en el Gran Premio de los Países Bajos de 1974.

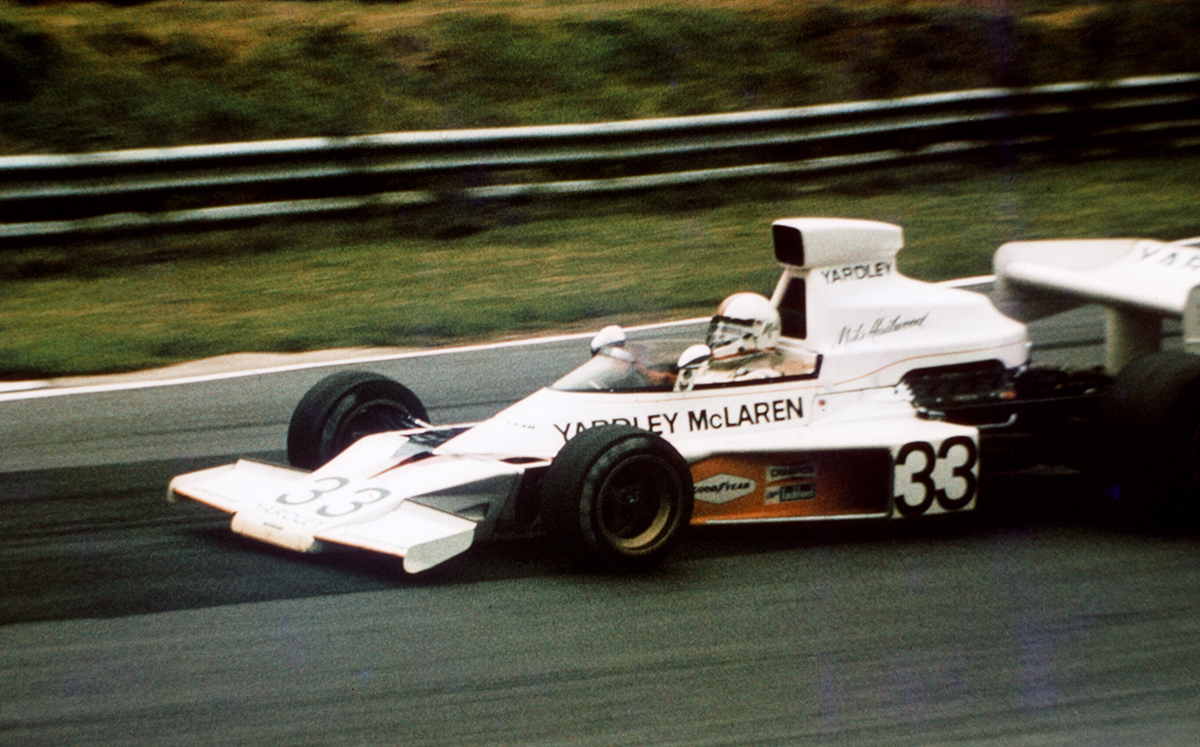
Hailwood en la Carrera de Campeones de 1974.

## Resultados

### Campeonato del Mundo de Motociclismo
Sistema de puntuación desde 1950 hasta 1968:
| Posición | 1.º | 2.º | 3.º | 4.º | 5.º | 6.º |
| Puntos   | 8   | 6   | 4   | 3   | 2   | 1   |

(Carreras en cursiva indican vuelta rápida)
| Año  | Clase  | Equipo     | 1       | 2       | 3       | 4       | 5       | 6       | 7       | 8       | 9       | 10      | 11      | 12      | 13      | Puntos | Pos. | Vic. |
| ---- | ------ | ---------- | ------- | ------- | ------- | ------- | ------- | ------- | ------- | ------- | ------- | ------- | ------- | ------- | ------- | ------ | ---- | ---- |
| 1958 | 125 cc | Paton      | IOM 7   |         | BEL -   | ALE -   | SWE -   | ULS -   | NAT -   |         |         |         |         |         |         | 0      | -    | 0    |
| 1958 | 125 cc | Ducati     |         | NED 10  |         |         |         |         |         |         |         |         |         |         |         | 0      | -    | 0    |
| 1958 | 250 cc | NSU        | IOM 3   | NED 4   |         | ALE Ret | SWE 2   | ULS Ret | NAT -   |         |         |         |         |         |         | 13     | 4.º  | 0    |
| 1958 | 350 cc | Norton     | IOM 12  | NED 5   | BEL -   | ALE 4   | SWE 3   | ULS 8   | NAT -   |         |         |         |         |         |         | 9      | 6.º  | 0    |
| 1958 | 500 cc | Norton     | IOM 13  | NED -   | BEL -   | ALE -   | SWE -   | ULS -   | NAT -   |         |         |         |         |         |         | 0      | -    | 0    |
| 1959 | 125 cc | Ducati     |         | IOM 3   | ALE 3   | NED 3   | BEL Ret | SWE 4   | ULS 1   | NAT 8   |         |         |         |         |         | 20     | 3.º  | 1    |
| 1959 | 250 cc | FB-Mondial |         | IOM Ret | ALE 5   | NED 4   |         | SWE 5   | ULS 2   |         |         |         |         |         |         | 13     | 5.º  | 0    |
| 1959 | 250 cc | MZ         |         |         |         |         |         |         |         | NAT 9   |         |         |         |         |         | 13     | 5.º  | 0    |
| 1959 | 350 cc | Norton     | FRA -   | IOM Ret | ALE -   |         |         |         |         |         |         |         |         |         |         | 2      | 13.º | 0    |
| 1959 | 350 cc | AJS        |         |         |         |         |         | SWE 5   | ULS Ret | NAT -   |         |         |         |         |         | 2      | 13.º | 0    |
| 1959 | 500 cc | Norton     | FRA -   | IOM Ret | ALE -   | NED -   | BEL 13  |         | ULS -   | NAT Ret |         |         |         |         |         | 0      | -    | 0    |
| 1960 | 125 cc | Ducati     |         | IOM Ret | NED 8   | BEL 6   |         | ULS -   | NAT -   |         |         |         |         |         |         | 1      | 10.º | 0    |
| 1960 | 250 cc | Ducati     |         | IOM Ret |         | BEL 4   | ALE -   | ULS 4   | NAT Ret |         |         |         |         |         |         | 8      | 5.º  | 0    |
| 1960 | 250 cc | FB-Mondial |         |         | NED 5   |         |         |         |         |         |         |         |         |         |         | 8      | 5.º  | 0    |
| 1960 | 350 cc | AJS        | FRA -   | IOM Ret | NED -   |         |         | ULS -   |         |         |         |         |         |         |         | 0      | -    | 0    |
| 1960 | 350 cc | Ducati     |         |         |         |         |         |         | NAT Ret |         |         |         |         |         |         | 0      | -    | 0    |
| 1960 | 500 cc | Norton     | FRA -   | IOM 3   | NED 5   | BEL 4   | ALE -   | ULS Ret | NAT 3   |         |         |         |         |         |         | 13     | 6.º  | 0    |
| 1961 | 125 cc | EMC        | ESP 4   | ALE Ret | FRA 4   |         |         |         |         |         |         |         |         |         |         | 16     | 6.º  | 1    |
| 1961 | 125 cc | Honda      |         |         |         | IOM 1   | NED Ret | BEL Ret | RDA Ret | ULS 5   | NAT -   | SWE -   | ARG -   |         |         | 16     | 6.º  | 1    |
| 1961 | 250 cc | FB-Mondial | ESP Ret |         |         |         |         |         |         |         |         |         |         |         |         | 44     | 1.º  | 4    |
| 1961 | 250 cc | Honda      |         | ALE 8   | FRA 2   | IOM 1   | NED 1   | BEL 3   | RDA 1   | ULS 2   | NAT 2   | SWE 1   | ARG -   |         |         | 44     | 1.º  | 4    |
| 1961 | 350 cc | AJS        |         | ALE Ret |         | IOM Ret | NED -   |         | RDA -   | ULS -   |         |         |         |         |         | 6      | 8.º  | 0    |
| 1961 | 350 cc | MV Agusta  |         |         |         |         |         |         |         |         | NAT 2   | SWE 7   |         |         |         | 6      | 8.º  | 0    |
| 1961 | 500 cc | Norton     |         | ALE 4   | FRA 2   | IOM 1   | NED 2   | BEL 2   | RDA 2   | ULS 2   |         |         |         |         |         | 40     | 2.º  | 2    |
| 1961 | 500 cc | MV Agusta  |         |         |         |         |         |         |         |         | NAT 1   | SWE 2   | ARG -   |         |         | 40     | 2.º  | 2    |
| 1962 | 125 cc | EMC        | ESP 4   | FRA Ret | IOM Ret | NED 5   | BEL 4   | ALE 3   | ULS -   | RDA -   | NAT Ret |         | ARG -   |         |         | 12     | 5.º  | 0    |
| 1962 | 125 cc | Norton     |         |         |         |         |         |         |         |         |         | FIN DNS |         |         |         | 12     | 5.º  | 0    |
| 1962 | 250 cc | Benelli    | ESP DNQ | FRA -   | IOM Ret | NED -   | BEL -   | ALE -   | ULS -   |         | NAT Ret |         | ARG -   |         |         | 6      | 11.º | 0    |
| 1962 | 250 cc | MZ         |         |         |         |         |         |         |         | RDA 2   |         |         |         |         |         | 6      | 11.º | 0    |
| 1962 | 350 cc | MV Agusta  |         |         | IOM 1   | NED 2   |         |         | ULS Ret | RDA 2   | NAT -   | FIN DNS |         |         |         | 20     | 3.º  | 1    |
| 1962 | 500 cc | MV Agusta  |         |         | IOM 12  | NED 1   | BEL 1   |         | ULS 1   | RDA 1   | NAT 1   | FIN DNS | ARG -   |         |         | 40     | 1.º  | 5    |
| 1963 | 250 cc | MZ         | ESP -   | ALE -   | IOM -   | NED -   | BEL -   | ULS -   | RDA 1   |         | NAT -   | ARG -   | JPN -   |         |         | 8      | 8.º  | 1    |
| 1963 | 350 cc | MV Agusta  |         | ALE -   | IOM Ret | NED 2   |         | ULS 2   | RDA 1   | FIN 1   | NAT Ret |         |         |         |         | 28     | 2.º  | 2    |
| 1963 | 500 cc | MV Agusta  |         |         | IOM 1   | NED Ret | BEL 1   | ULS 1   | RDA 1   | FIN 1   | NAT 1   | ARG 1   |         |         |         | 56     | 1.º  | 7    |
| 1964 | 250 cc | MZ         | USA -   | ESP -   | FRA -   | IOM -   | NED -   | BEL -   | ALE DNQ | RDA Ret | ULS -   |         | NAT -   | JPN 5   |         | 2      | 20.º | 0    |
| 1964 | 350 cc | MV Agusta  |         |         |         | IOM -   | NED 2   |         | ALE DNQ | RDA -   | ULS -   | FIN -   | NAT Ret | JPN 2   |         | 12     | 4.º  | 0    |
| 1964 | 500 cc | MV Agusta  | USA 1   |         |         | IOM 1   | NED 1   | BEL 1   | ALE 1   | RDA 1   | ULS -   | FIN -   | NAT 1   |         |         | 40     | 1.º  | 7    |
| 1965 | 250 cc | Honda      | USA -   | ALE -   | ESP -   | FRA -   | IOM -   | NED -   |         | RDA -   | CZE -   | ULS -   | FIN -   | NAT -   | JPN 1   | 8      | 10.º | 1    |
| 1965 | 350 cc | MV Agusta  |         | ALE 2   |         |         | IOM Ret | NED 2   |         | RDA Ret | CZE Ret | ULS -   | FIN -   | NAT Ret | JPN 1   | 20     | 3.º  | 1    |
| 1965 | 500 cc | MV Agusta  | USA 1   | ALE 1   |         |         | IOM 1   | NED 1   | BEL 1   | RDA 1   | CZE 1   | ULS -   | FIN -   | NAT 1   |         | 48     | 1.º  | 8    |
| 1966 | 125 cc | Honda      | ESP -   | ALE -   |         | NED -   |         | RDA -   | CZE -   | FIN -   | ULS -   | IOM 6   | NAT -   | JPN -   |         | 1      | 15.º | 0    |
| 1966 | 250 cc | Honda      | ESP 1   | ALE 1   | FRA 1   | NED 1   | BEL 1   | RDA 1   | CZE 1   | FIN 1   | ULS -   | IOM 1   | NAT 1   | JPN -   |         | 56     | 1.º  | 10   |
| 1966 | 350 cc | Honda      |         | ALE 1   | FRA 1   | NED 1   |         | RDA Ret | CZE 1   | FIN 1   | ULS 1   | IOM Ret | NAT -   | JPN -   |         | 48     | 1.º  | 6    |
| 1966 | 500 cc | Honda      |         | ALE -   |         | NED Ret | BEL Ret | RDA Ret | CZE 1   | FIN 2   | ULS 1   | IOM 1   | NAT Ret |         |         | 30     | 2.º  | 3    |
| 1967 | 250 cc | Honda      | ESP Ret | ALE Ret | FRA 3   | IOM 1   | NED 1   | BEL 2   | RDA Ret | CZE 3   | FIN 1   | ULS 1   | NAT Ret | CAN 1   | JPN Ret | 50     | 1.º  | 5    |
| 1967 | 350 cc | Honda      |         | ALE 1   |         | IOM 1   | NED 1   |         | RDA -   | CZE 1   |         | ULS -   | NAT -   |         | JPN 1   | 40     | 1.º  | 6    |
| 1967 | 500 cc | Honda      |         | ALE Ret |         | IOM 1   | NED 1   | BEL 2   | RDA Ret | CZE 1   | FIN Ret | ULS 1   | NAT 2   | CAN 1   |         | 46     | 2.º  | 5    |
| 1968 | 250cc  | MV Agusta  | GER -   | ESP -   | IOM -   | NED -   | BEL -   | RDA -   | CZE -   | FIN -   | ULS -   | NAT Ret |         |         |         | 0      | –    |      |
| 1968 | 500cc  | Benelli    | GER -   | ESP -   | IOM -   | NED -   | BEL -   | RDA -   | CZE -   | FIN -   | ULS -   | NAT Ret |         |         |         | 0      | –    |      |

### Fórmula 1
(Clave) (negrita indica pole position) (cursiva indica vuelta rápida)

| Año  | Escudería                    | 1       | 2       | 3       | 4       | 5       | 6       | 7       | 8       | 9       | 10      | 11     | 12     | 13    | 14    | 15      | Pos. | Puntos |
| ---- | ---------------------------- | ------- | ------- | ------- | ------- | ------- | ------- | ------- | ------- | ------- | ------- | ------ | ------ | ----- | ----- | ------- | ---- | ------ |
| 1963 | Reg Parnell Racing           | MON     | BEL     | NED     | FRA     | GBR 8   | GER     |         |         |         |         |        |        |       |       |         | NC   | 0      |
| 1963 | Reg Parnell Racing           |         |         |         |         |         |         | ITA 10  | USA     | MEX     | RSA     |        |        |       |       |         | NC   | 0      |
| 1964 | Reg Parnell Racing           | MON 6   | NED 12  | BEL     | FRA 8   | GBR Ret | GER Ret | AUT 8   | ITA Ret | USA 8   | MEX 16  |        |        |       |       |         | 21.º | 1      |
| 1965 | Reg Parnell Racing           | RSA     | MON Ret | BEL     | FRA     | GBR     | NED     | GER     | ITA     | USA     | MEX     |        |        |       |       |         | NC   | 0      |
| 1971 | Team Surtees                 | RSA     | ESP     | MON     | NED     | FRA     | GBR     | GER     | AUT     | ITA 4   | CAN     | USA 15 |        |       |       |         | 18.º | 3      |
| 1972 | Brooke Bond Oxo Team Surtees | ARG     | RSA Ret | ESP Ret | MON Ret | BEL 4   | FRA 6   | GBR Ret | GER Ret | AUT 4   | ITA 2   | CAN    | USA 17 |       |       |         | 8.º  | 13     |
| 1973 | Brooke Bond Oxo Team Surtees | ARG Ret | BRA Ret | RSA Ret | ESP Ret | BEL Ret | MON 8   | SWE Ret | FRA Ret | GBR Ret | NED Ret | GER 14 | AUT 10 | ITA 7 | CAN 9 | USA Ret | NC   | 0      |
| 1974 | Yardley McLaren F1 Team      | ARG 4   | BRA 5   | RSA 3   | ESP 9   | BEL 7   | MON Ret | SWE Ret | NED 4   | FRA 7   | GBR Ret | GER 15 | AUT    | ITA   | CAN   | USA     | 11.º | 12     |

| Predecesor: Ronnie Peterson | Campeón de la Fórmula 2 1972 | Sucesor: Jean-Pierre Jarier |